# Bormig
Bormig ist eine Ortschaft der Gemeinde Straelen im Kreis Kleve im Nordwesten des Bundeslandes Nordrhein-Westfalen. Der Weiler liegt etwas nordwestlich der Stadt Straelen und südlich dem Dorf Auwel-Holt. Die niederländische Grenze ist zwei Kilometer in westlicher Richtung entfernt. Die Ortschaft besteht nur aus einer Straße, die auch mit Bormig bezeichnet wird.